# Episodi di Dollface (seconda stagione)
La seconda e ultima stagione della serie televisiva Dollface, composta da 10 episodi, è stata interamente distribuita negli Stati Uniti l'11 febbraio 2022, sulla piattaforma streaming Hulu.
In Italia la stagione è stata interamente pubblicata il 27 aprile 2022, su Disney+.
| nº | Titolo originale  | Titolo italiano         | Pubblicazione USA | Pubblicazione Italia |
| -- | ----------------- | ----------------------- | ----------------- | -------------------- |
| 1  | Travel Agent      | Agente di viaggi        | 11 febbraio 2022  | 27 aprile 2022       |
| 2  | Right-Hand Woman  | Braccio destro          | 11 febbraio 2022  | 27 aprile 2022       |
| 3  | Boss Lady         | Donna autoritaria       | 11 febbraio 2022  | 27 aprile 2022       |
| 4  | Power Player      | Pezzi grossi            | 11 febbraio 2022  | 27 aprile 2022       |
| 5  | Miss Codependent  | Signorina co-dipendente | 11 febbraio 2022  | 27 aprile 2022       |
| 6  | Space Cadet       | Cadetto spaziale        | 11 febbraio 2022  | 27 aprile 2022       |
| 7  | Molly             | Molly                   | 11 febbraio 2022  | 27 aprile 2022       |
| 8  | Homecoming Queen  | Reginetta del ballo     | 11 febbraio 2022  | 27 aprile 2022       |
| 9  | Princess Charming | Principessina           | 11 febbraio 2022  | 27 aprile 2022       |
| 10 | Birthday Girl     | La festeggiata          | 11 febbraio 2022  | 27 aprile 2022       |